# Steven Caple Jr.
Steven Caple Jr. (nascido em 16 de fevereiro de 1988) é um diretor de cinema, produtor e roteirista americano. Seus créditos incluem The Land (2016), Creed II (2018), A Different Tree e Prentice-N-Fury's Ice Cream Adventure . Em 2017, a Forbes nomeou Caple Jr. um dos "30 Under 30" em Hollywood & Entertainment. Ele também dirigirá Transformers: Rise of the Beasts (2023), o sétimo filme live-action de Transformers .

## Filmografia
| Ano  | Titulo                           | Creditado como | Creditado como | Creditado como | Notas                    |
| Ano  | Titulo                           | Diretor        | Roteirista     | Outro          | Notas                    |
| ---- | -------------------------------- | -------------- | -------------- | -------------- | ------------------------ |
| 2011 | 25 Hill                          | Não            | Não            | Sim            | Assistente de produção   |
| 2016 | The Land                         | Sim            | Sim            | Não            |                          |
| 2017 | Machine Gun Kelly: Dopeman       | Sim            | Não            | Não            | Vídeo de música          |
| 2018 | Grown-ish                        | Sim            | Não            | Não            | Série de TV: 2 episódios |
| 2018 | Rapture                          | Sim            | Não            | Não            | Série de TV: 1 episódio  |
| 2018 | Creed II                         | Sim            | Não creditado  | Não            |                          |
| 2023 | Transformers: Rise of the Beasts | Sim            | Não            | Não            | Pós-produção             |

1. ↑  «Steven Caple Jr. profile». Forbes.com. 14 de novembro de 2017. Consultado em 19 de maio de 2018
2. ↑  «30 Under 30 Hollywood: Amandla Stenberg, Yara Shahidi And The Class Of 2018». Forbes.com. 14 de novembro de 2017. Consultado em 4 de fevereiro de 2018